# Discours sur le mont des Oliviers

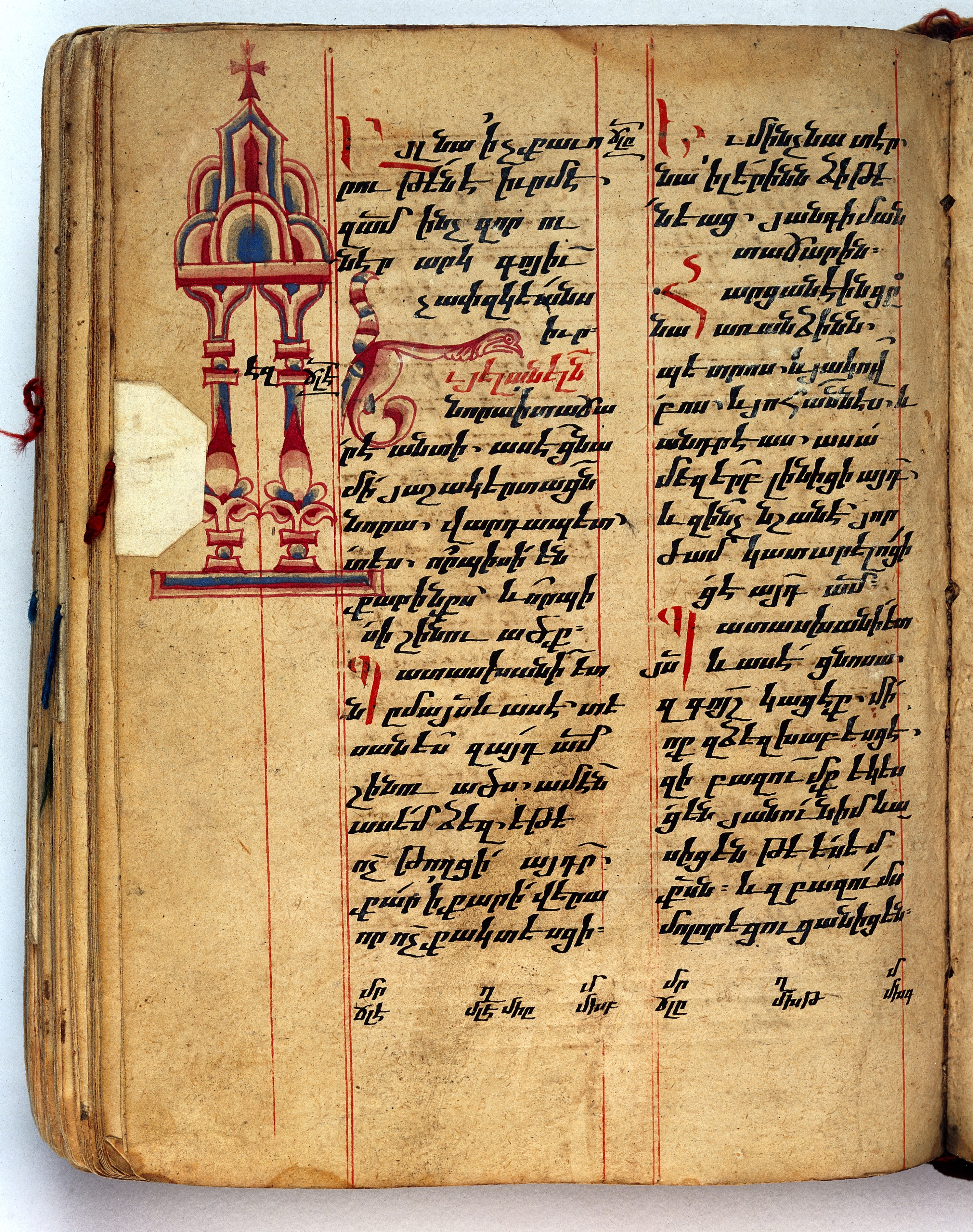
Bible arménienne : Marc13:1-7, illustration du Temple de Jérusalem.

Le Discours sur le mont des Oliviers, parfois connu sous le nom de Discours sur la fin des temps ou de Discours eschatologique,  est un passage du Nouveau Testament qui figure dans les trois Évangiles synoptiques : rapporté par Marc 13, il est repris en Matthieu 24 et Luc 21. Ces paroles prononcées par Jésus-Christ sont une prophétie de la fin des temps et en tant que telles appartiennent au genre apocalyptique. Parallèlement, elles font état d'événements concrets qui permettent aux exégètes de suggérer une datation de l'évangile marcien.

## Présentation
Cet  épisode précède l'arrestation de Jésus et sa Passion. S'adressant à ses apôtres réunis sur le mont des Oliviers, Jésus les avertit des souffrances et des persécutions qui attendent ceux qui croient en lui, avant que soit établi sur Terre le Royaume de Dieu au terme de la Grande Tribulation. Il annonce également la destruction du Temple de Jérusalem. 
Chacun des trois synoptiques inclut la parabole du figuier, qui s'inscrit elle aussi dans une perspective eschatologique. 
Une interprétation prétériste de ces textes propose d'y voir la description symbolique de  la chute de Jérusalem pendant la Première Guerre judéo-romaine, en 70, et donc d'attribuer cette date à l'Évangile selon Marc.

## Datation du texte de Marc

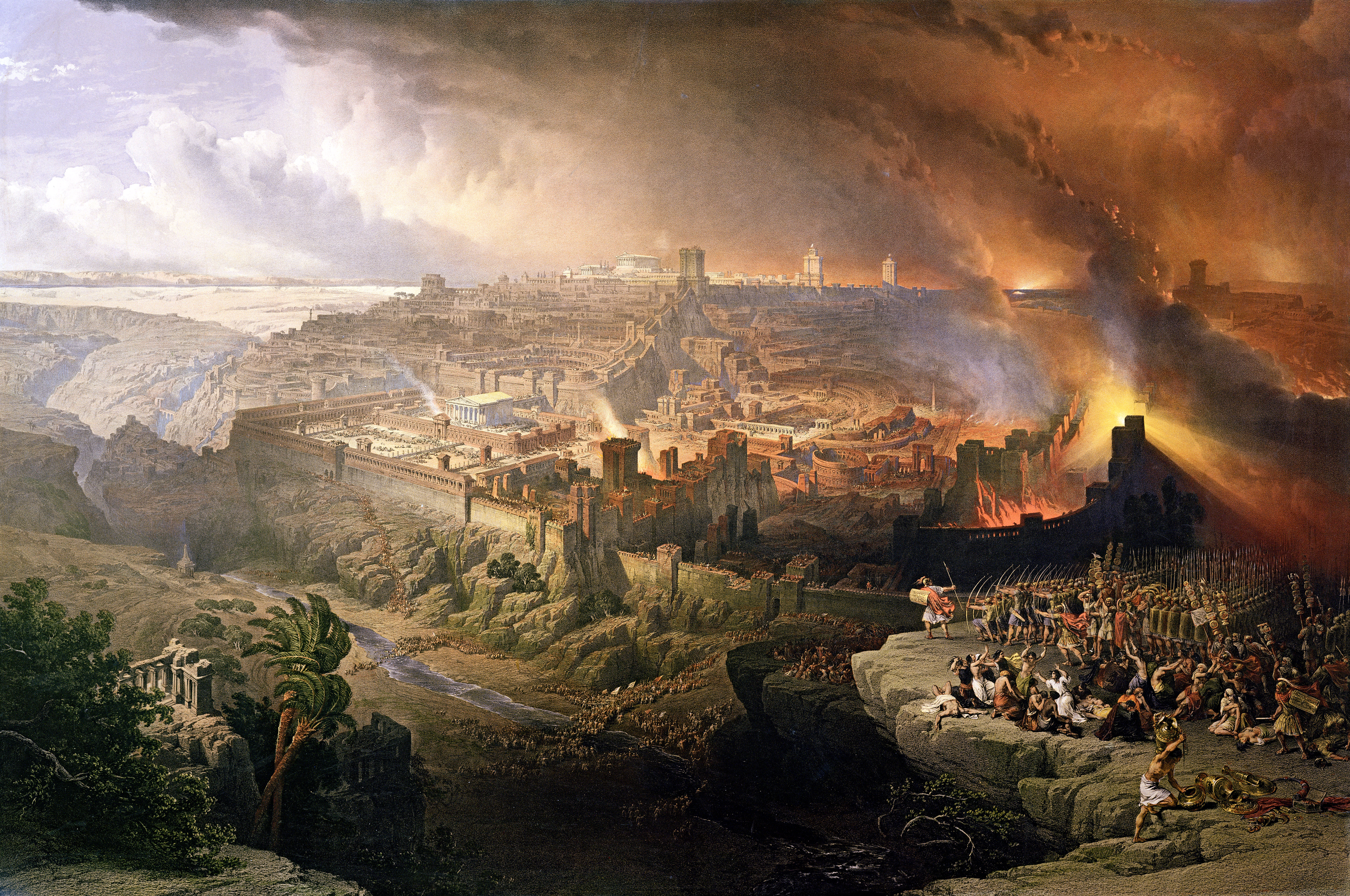
La Destruction de Jérusalem en l'an 70 par David Roberts (1850).

Pour Corina Combet-Galland, ces paroles qui annoncent la fin des temps évoquent un discours d'adieu prononcé pendant une période de troubles. On y relève des indices tels que la profanation du lieu saint (Mc 13:14) ou la menace des tribunaux (Mc 13:11). Toutefois ces éléments peuvent aussi bien se référer à la révolte juive de 66-70, qui s'achèvera par l'incendie du Temple et la ruine de Jérusalem, que développer une vision eschatologique, intemporelle, dans la tradition biblique.
Cette double possibilité n'en exclut pas une troisième : celle d'une allusion aux prémices de la guerre civile à Rome, au même moment, pendant et après le règne de Néron. La majorité des chercheurs en concluent que « la date de 70, dans un climat d'effervescence apocalyptique », est à retenir pour la composition de ce texte, « soit juste avant soit juste après, selon que l'on suppose la chute de Jérusalem imminente ou déjà réalisée ».